# Río Huarmey

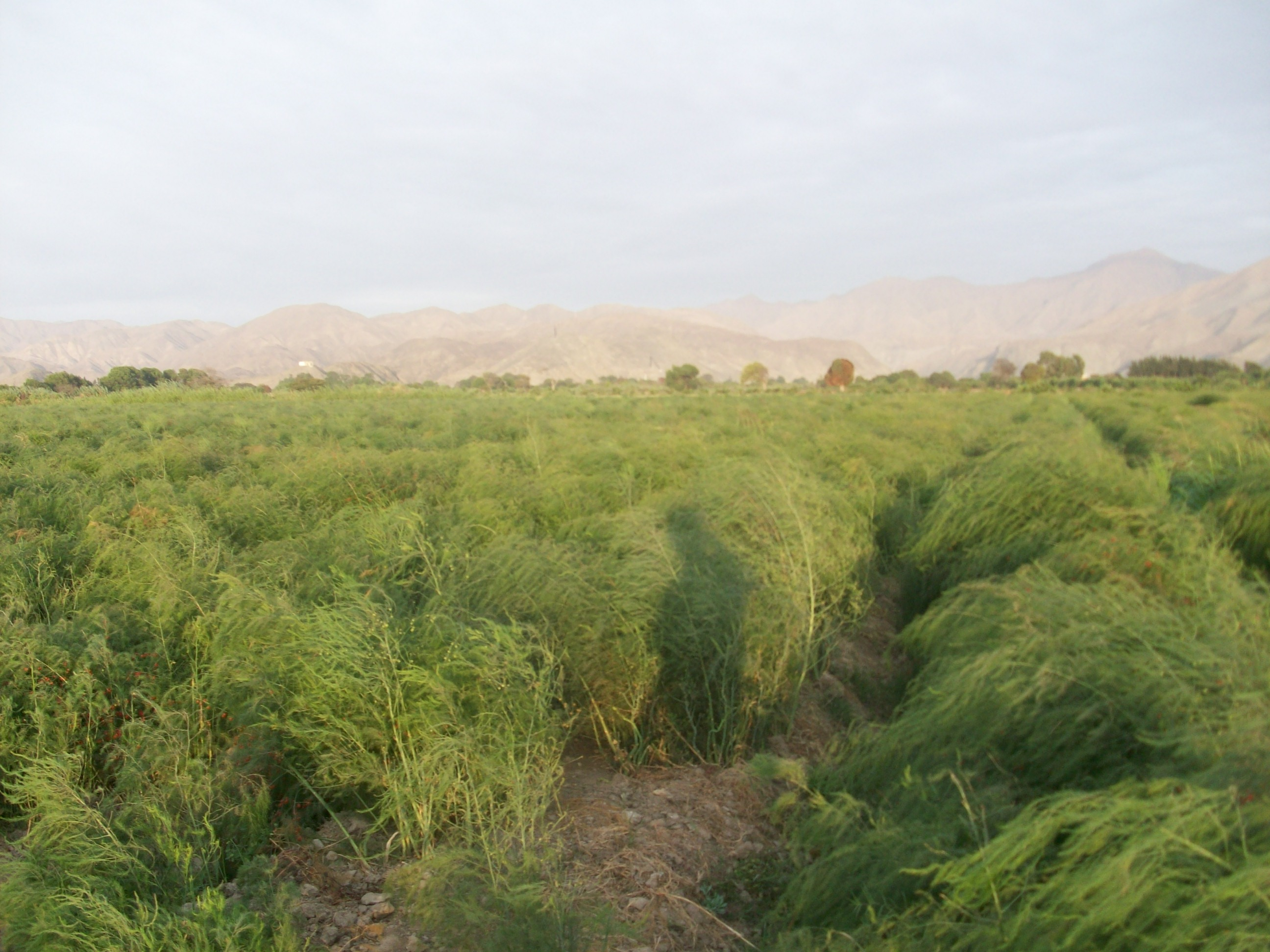
Chacra de espárragos en el valle de Huarmey.

El Río Huarmey es un río de la vertiente del Pacífico, localizado en la costa norte del Perú, en la Región Ancash.

## Recorrido
Nace a la altura del poblado de Huamba, entre la zona límite de Totoral y Acucuta Alto, por la confluencia de los ríos Santiago y Malvas; estos a su vez nace la parte de alta de la Cordilleras Negras, alrededor de Huancapetí, Cuncush y Huinac (distrito de Coris), Pancan (distrito de Succha), Shiqui (distrito de Malvas) y Ututo (distrito de Cotaparaco) desembocando al pie de Punta Rota en una extensa playa de arena y fango.

## Longitud
El río Huarmey tiene una longitud de más de 90 kilómetros, si se toma en cuenta la cuenca del río Aija, pero el Huarmey en sí mismo no tiene un recorrido mayor de 45 kilómetros. 

## Valle de Huarmey
El valle de Huarmey goza de abundancia de agua entre los meses de diciembre a marzo, siendo su principal producción el algodón y el espárrago. El pueblo de Huiña (distrito de Huayan) goza de un clima soleado y se caracteriza por ser un productor de frutas, destacando entre ellos: mangos, pacaes, plátanos y paltas, así como también en la producción de frijol y maíz.